# Soy Luna
A Soy Luna 2016 és 2018 között futott argentin televíziós telenovella, amelyet Jorge Edelstein alkotott. A főbb szerepekben Karol Sevilla, Ruggero Pasquarelli, Michael Ronda, Valentina Zenere és Malena Ratner.
Argentínában 2016. március 14-én mutatták be. Magyarországon 2016. szeptember 5-én volt a premierje.
Az 1. évad 80 epizódból áll. 2016. június 7-én a Disney Channel megerősítette, hogy berendelték a sorozat 2. évadát. 2017 júliusában forgatni kezdték a sorozat harmadik évadát. 2026-ban érkezik a negyedik évad.

## Cselekmény

### Első évad
Luna Valente egy tizenhat éves átlagos lány, aki a szüleivel együtt Mexikóban él, Cancún városában. Egyszerűen éli az életet, iskola mellett görkorcsolyával járja az utcákat, és a helyi gyorsétteremben dolgozik, a Görburgerben. A szülei egy nyári villát vezetnek, ahol az anyukája szakácsnő, az apja pedig a személyzeti vezető. A villa új tulajdonosa, Sharon Benson szándéka szerint alkalmazni óhajtja Valentééket a Buenos Aires-i rezidenciájában, melynek keretében az egész családot átköltöztetné, sőt még nagyvonalúan felajánlja, hogy finanszírozza Luna iskolai taníttatását, és beíratja az ország legjobb magániskolájába, a Blake South College-ba. A Valente család vonakodva, de végül elfogadja az ajánlatot, bár Luna nehezen birkózik meg vele, hogy itt kell hagynia Mexikót, és a legjobb barátját Simónt. A költözés óriási változást hoz az életébe, mellyel nem könnyű megbirkóznia. Hasonlóan ellenzi a költözést Ámbár is, Sharon hiú keresztlánya, aki nem tűri meg, hogy ettől fogva osztozzon Lunával az otthonán, az iskoláján, és az életén. Kezdettől fogva ellenségként tekint a lányra, és mindent megtesz, hogy ártson neki, ennek érdekében pedig a legaljasabb húzásoktól sem riad vissza.
Buenos Aires-ben Luna megismeri a Jam&Roller nevű helyet, egy fiatalok számára fenntartott görkoripályát, ami zenei rendezvényeket is tart, így  egyszerre űzheti a két kedvenc hobbiját, a görkorizást és az éneklést. Itt hamar állást is vállal, és délutánonként elkezd pályaasszisztensként dolgozni, illetve részt vesz az "Open Music" elnevezésű rendezvényeken. Megismerkedik Ninával, egy egyszerű, bár igen félénk lánnyal, aki nagyon hamar közeli barátja lesz. Később Simón is ellátogat Buenos Aires-be, és állást vállal a Jam&Roller-ben, eközben pedig Roller Band tagja lesz , hogy együtt legyen Lunával. Simón titokban szerelmes a lányba, és ezzel Luna is tisztában van, de ő csak barátjaként tekint rá, és nem akarja elveszíteni emiatt a barátságukat. Aztán felbukkan a színen Matteo is, Ámbár barátja, aki szintén belezúg Lunába, és mindenáron szeretné elhódítani (kezdetben még csak dacból, de később valóban beleszeret a lányba, emiatt meg is változik arrogáns személyisége). Ámbár viszont emiatt még inkább féltékeny lesz Lunára, és számtalan alattomos húzást bevet, hogy eltávolítsa a lányt az életéből. Persze kísérletei mindig a visszájára fordulnak, Luna kitartó, és félelmet nem ismerő természetét pedig semmivel nem tudja letörni.
Időközben fény derül a Benson család tragikus múltjára is: a villában jó pár éve tűz ütött ki, melyben meghalt Sharon húga és sógora, Lili és Bernie Benson. Sharon úgy tudja, hogy a lányuk, Sol Benson is odaveszett a tűzben, ám később minden jel arra mutat, hogy Sol nagyon is életben van. Lili egyik korábbi alkalmazottja, Roberto kimenekítette őt a tűzből, és Mexikóba vitte, ahol beadta a kislányt egy árvaházba (Roberto még a közvetlen halála előtt juttatja el ezt az információt Sharonhoz). Sharon tisztában van vele, hogyha Sol előkerül, akkor a Benson család teljes vagyona őrá száll, mint jogos örökösre, ezért minden áron meg akarja őt találni, még mielőtt ez bekövetkezne. Utasítja a személyi asszisztensét Reyt, hogy nyomozza ki Sol pontos hollétét. Az egyetlen nyom, egy nap alakú medál (a Sol jelentése nap), melyet még Lili készíttetett a lányának, egy hold alakú medállal egyetemben (a kettő tökéletes párja egymásnak, de a holdmedál elveszett a tűzben, legalábbis Sharon így tudja). Rey a mexikói árvaházakat felkutatva talál egy családot, akik Sol örökbefogadó szülei lehetnek, erre az is utal, hogy az ő birtokukban van a holdmedál, ami alapján ők is nyomoznak, hogy titkokat derítsenek ki a lányuk múltjáról. A dolog ott kapcsolódik össze, hogy Sol örökbefogadó szülei valójában Miguel és Monica Valente, a holdmedál pedig Lunához tartozik (innen kapta a nevét is, a Luna jelentése hold). Lunának többször vannak álmai a Benson villáról, a tűzbalesetről, és a vér szerinti szüleiről is. Sol és Luna valójában egy és ugyanazon személy, és bár minden nyom erre utal, a titok sokáig megfejtetlen marad...
Az évad végén Luna a barátaival együtt benevez egy Buenos Aires-i görkorcsolya bajnokságra, ahol őrá jut a legfontosabb főszerep. Ámbárral sikerül félretenni a nézeteltéréseiket, és közösen dolgoznak, hogy sikerre vigyék a Roller csapatát. A versenyen egy rivális csapat igyekszik sokszor keresztbe tenni nekik, és eltántorítani őket a győzelemtől. Simon belátja, hogy ő és Luna soha nem lehetnek együtt, mert Luna nem képes ugyanúgy érezni iránta, mint ő, ezért úgy dönt nem áll a boldogságának útjába. Luna nem tagadja, hogy érzéseket táplál Matteo iránt, de bizonytalan az érzéseiben, amit Matteo úgy fog fel, hogy Luna egyáltalán nem is szerelmes belé, és ez érthető módon igencsak elszomorítja. A Jam&Roller megnyeri a világbajnokságot, de Matteo a verseny után lelép, mert a családjával hosszú időre elutaznak Olaszországba, ám nem tudja, vajon vissza fognak-e még jönni. Rey pedig közli Sharonnal, hogy Sol Benson örökbefogadó családjának címe megegyezik Sharon újdonsült mexikói villájával, vagyis az ott dolgozó személyzet lánya a legvalószínűbb esélyes, hogy Sharon unokahúga legyen...

### Második évad
Rey elkezd nyomozni Luna után, hogy kiderüljön valóban ő-e az igazi Sol Benson. Eközben új tanév kezdődik el, és a Blake South College végzős diákjainak el kell dönteniük, milyen irányba akarják folytatni az életüket. Matteo visszatér olaszországi útjáról, ám nagyon furán viselkedik, különösen Lunával, aki úgy érzi, Matteo már nem akar vele együtt lenni. Matteo tudja, hogy a suli befejeztével az apja egy elit egyetemre akarja őt küldeni Oxfordba, ezért igyekszik eltávolodni Lunától, hogy megkönnyítse a lány, és saját maga számára az elválást, ám közben szembe kell nézni azzal is, vajon képes-e lemondani a görkorcsolya iránti szenvedélyéről, főleg, mikor egy "Adrenalin" nevű görkorcsolyacsapat tagjává válik. Ezalatt a villában is jelentős változások mennek végbe: a házba ideiglenesen beköltözik Alfredo, Sharon édesapja, akinek jelenléte megváltoztatja a ház dinamikáját, és emlékeket idéz fel a múltból. Luna erős kötődést érez a kedves öregember iránt, aki valamiért annyira ismerős számára. Luna rálel a nap alakú medálra, amely tökéletesen passzol az ő hold alakú medáljába, s ez felébreszti benne a vágyat, hogy többet tudjon meg a múltjáról, és a biológiai szüleiről, aminek kinyomozásában a barátai is segítik őt.
Egy DNS-teszt bebizonyítja Sharon számára, hogy Luna valóban Sol Benson. Ennek tudatában, s a vagyona miatta aggodalmától vezérelve, mindent megtesz, hogy távol tartsa őt az igazságtól. Ravasz tervvel áll elő, hogy a kislányt félrevezesse: elhiteti mindenkivel, hogy Ámbár Sol Benson (még magával Ámbárral is), hogy a családi vagyont biztos kézben tudhassa. A terv nagyszerűen működik, de hamarosan hátulütői is akadnak, főleg, mikor felbukkan a színen Ámbár biológia anyja, aki megpróbálja ráébreszteni Ámbárt valódi önmagára. Időközben egyre több sötét titokra derül fény: kiderül, hogy Ámbár sosem volt Sharon keresztlánya, és Sharon éveken keresztül hazudott neki valódi származásáról. Kiderül, hogy a tüzet a villában évekkel ezelőtt Sharon okozta, egy a testvérével folytatott vita következményeként, miután ő megtudta, hogy Sharon el akarta csábítani a férjét. Alfredo egyre inkább gyanítja, hogy Ámbár mégsem lehet az unokája, és kutatni kezd ennek ügyében. Luna is folytatja a nyomozást a múltja után, mely során a szálak egyre inkább összekapcsolódnak. Matteo pedig bárhogy is küzd a Luna iránti érzései ellen nem tud mit tenni, s ez fordítva is így van. Ámbár közben valami erőset kezd érezni Simón iránt, amilyet azelőtt még sose. Egy szörnyű incidens pedig összefogásra készteti a Jam&Roller tagjait, mely során mindenkinek össze kell dolgoznia, hogy megmentsék a helyet, amit annyira szeretnek. Közben fel kell készülniük egy nemzetközi görkorcsolyaversenyre, melynek döntője Mexikóban kerül megrendezésre, amelyet Luna különösen is szívügyének érez.
Matteo-nak végül el kell döntenie, hogy hű marad-e az érzéseihez, és a szenvedélyéhez, vagy az apja óhaját követve kiépíti a karrierjét, mindez viszont komoly próbatételnek ígérkezik számára. Luna utazása a múltja keresése közben szintén tele van megpróbáltatásokkal, és nehézségekkel. Miguel és Monica is egyre közelebb kerülnek az igazság feltárásához, ami miatt Sharon a kirúgásukat tervezi, hogy félreállítsa őket az útjából. Rey szintén a főnöke ellen fordul, és névtelen fenyegető leveleket küldve, pénzt csal ki Sharontól, megbosszulván ezzel hosszú évek hálátlanságát, ám a dologra fény derül, és Sharon kirúgja őt, mindez pedig Reyt oldalváltásra ösztökéli. Mikor Alfredo fényt derít rá, hogy Luna Sol Benson, Sharon egy magánklinikára küldi őt, hogy távol tartsa az igazság feltárásától. Ámbár elárulja a Roller csapatát, és átáll egy rivális görkorcsolyacsapatba, ami véget vet a Simónnal fejlődő kapcsolatának. A görkorcsolyaverseny napjához közeledvén Luna és barátai Mexikóba utaznak. Bár a versenyt nem nyerik meg, az esemény közelebb hozza őket egymáshoz, és erősíti a barátságukat. Alfredo Rey segítségével megszökik az intézetből, aki még bizonyítékot is szerez neki Luna múltja kapcsán. Miguel és Monica szintén rájönnek az igazságra, míg Sharon továbbra is mindent megtesz, hogy elrejtse azt. Végül a szerettei közös együttműködésével Luna előtt feltárul a rejtély, amely ettől fogva örökre megváltoztatja az életét. Sharon kénytelen külföldre menekülni, miközben megkéri Ámbárt, hogy továbbra is tartsa szemmel Lunát, és családját. Alfredo pedig végre valahára egyesül rég elveszett unokájával...

## Szereplők
| Szereplő                  | Színész               | Magyar hang            | Évadok     | Évadok         | Évadok         |
| Szereplő                  | Színész               | Magyar hang            | 1          | 2              | 3              |
| ------------------------- | --------------------- | ---------------------- | ---------- | -------------- | -------------- |
| Luna Valente/Sol Benson   | Karol Sevilla         | Györke Laura           | Főszereplő | Főszereplő     | Főszereplő     |
| Matteo Balsano            | Ruggero Pasquarelli   | Császár András         | Főszereplő | Főszereplő     | Főszereplő     |
| Ámbar Smith               | Valentina Zenere      | Vadász Bea             | Főszereplő | Főszereplő     | Főszereplő     |
| Simón Álvarez             | Michael Ronda         | Baráth István          | Főszereplő | Főszereplő     | Főszereplő     |
| Delfina „Delfi” Alzamendi | Malena Ratner         | Kántor Kitty           | Főszereplő | Főszereplő     | Főszereplő     |
| Gastón Perida             | Agustín Bernasconi    | Morvay Gábor           | Főszereplő | Főszereplő     | Főszereplő     |
| Jazmín Gorjesi            | Katja Martínez        | Pekár Adrienn          | Főszereplő | Főszereplő     | Főszereplő     |
| Jimena „Jim” Medina       | Ana Jara              | Lamboni Anna           | Főszereplő | Főszereplő     | Főszereplő     |
| Ramiro Ponce              | Jorge López           | Molnár Levente         | Főszereplő | Főszereplő     | Főszereplő     |
| Yamila „Yam” Sánchez      | Chiara Parravicini    | Czető Zsanett          | Főszereplő | Főszereplő     | Főszereplő     |
| Pedro Arias               | Gastón Vietto         | Király Dániel          | Főszereplő | Főszereplő     | Főszereplő     |
| Nicolás „Nico” Avarro     | Lionel Ferro          | Borbíró András         | Főszereplő | Főszereplő     | Főszereplő     |
| Nina Simonetti            | Carolina Kopelioff    | Károlyi Lili           | Főszereplő | Főszereplő     | Főszereplő     |
| Eric                      | Jandino               | Bogdán Gergő           |            |                | Főszereplő     |
| Emilia                    | Giovanna Reynaud      | Szabó Zselyke          |            | Mellékszereplő | Főszereplő     |
| Benicio                   | Lino Di Nuzzo         | Csiby Gergely          |            | Mellékszereplő | Főszereplő     |
| Tamara Ríos               | Luz Cipriota          | Hábermann Lívia        | Főszereplő | Visszatérő     |                |
| Juliana                   | Estela Ribeiro        | Orosz Anna             |            | Főszereplő     | Főszereplő     |
| Sharon Benson             | Lucila Gandolfo       | Kovács Nóra            | Főszereplő | Főszereplő     | Főszereplő     |
| Reinaldo „Rey” Guitierrez | Rodrigo Pedreira      | Jakab Csaba            | Főszereplő | Főszereplő     | Főszereplő     |
| Miguel Valente            | David Murí            | Varga Gábor            | Főszereplő | Főszereplő     | Főszereplő     |
| Mónica Valente            | Ana Carolina Valsagna | Kisfalvi Krisztina     | Főszereplő | Főszereplő     | Főszereplő     |
| Alfredo Milder            | Roberto Carnaghi      | Szersén Gyula          |            | Főszereplő     | Főszereplő     |
| Tino                      | Diego Sassi Alcalá    | Bardóczy Attila        | Főszereplő | Főszereplő     |                |
| Cato                      | Germán Tripel         | Horváth-Töreki Gergely | Főszereplő | Főszereplő     |                |
| Amanda                    | Antonella Querzoli    | Koncz-Kiss Anikó       | Főszereplő | Főszereplő     |                |
| Maggie                    | Vicky Suarez Battan   | Gyöngy Zsuzsa          |            |                | Főszereplő     |
| Ricardo Simonetti         | Ezequiel Rodríguez    | Horváth Illés          | Főszereplő | Főszereplő     | Főszereplő     |
| Ana Castro                | Caro Ibarra           | Zakariás Éva           | Főszereplő | Főszereplő     | Főszereplő     |
| Mora Barza                | Paula Kohan           | Kiss Erika             | Főszereplő | Főszereplő     | Mellékszereplő |
| Gary López                | Joaquín Berthold      | Posta Victor           |            | Mellékszereplő | Főszereplő     |

## Magyar változat
A szinkront az SDI Media Hungary készítette.
- Magyar szöveg: ALTA Média
- Szinkronrendező: Nikodém Gerda

## Epizódok
| Évad | Évad | Epizódok | Epizódok | Eredeti sugárzás   | Eredeti sugárzás     | Magyar sugárzás      | Magyar sugárzás    |
| Évad | Évad | Epizódok | Epizódok | Évadpremier        | Évadfinálé           | Évadpremier          | Évadfinálé         |
| ---- | ---- | -------- | -------- | ------------------ | -------------------- | -------------------- | ------------------ |
|      | 1    | 80       | 40       | 2016. március 14.  | 2016. május 6.       | 2016. szeptember 5.  | 2016. december 15. |
|      | 1    | 80       | 40       | 2016. július 4.    | 2016. augusztus 26.  | 2017. január 30.     | 2017. május 4.     |
|      | 2    | 80       | 40       | 2017. április 17.  | 2017. június 9.      | 2017. szeptember 18. | 2018. február 1.   |
|      | 2    | 80       | 40       | 2017. augusztus 7. | 2017. szeptember 29. | 2018. február 5.     | 2018. június 14.   |
|      | 3    | 60       | 30       | 2018. április 16.  | 2018. május 25.      | 2018. október 15.    | 2019. január 22.   |
|      | 3    | 60       | 30       | 2018. július 9.    | 2018. augusztus 17.  | 2019. január 23.     | 2019. április 18.  |

## Fordítás
- Ez a szócikk részben vagy egészben  a   Soy Luna című angol Wikipédia-szócikk ezen változatának fordításán alapul.  Az eredeti cikk szerkesztőit annak laptörténete sorolja fel. Ez a jelzés csupán a megfogalmazás eredetét és a szerzői jogokat jelzi, nem szolgál a cikkben szereplő információk forrásmegjelöléseként.